# Jamides howarthi
Jamides howarthi är en fjärilsart som beskrevs av Hayashi 1976. Jamides howarthi ingår i släktet Jamides och familjen juvelvingar. Inga underarter finns listade i Catalogue of Life.